# Flavio Caballero
Flavio Caballero (Cartagena de Indias, Bolívar, Colombia); 6 de octubre de 1958) es un actor colombo-venezolano, muy conocido por su trabajo en Venezuela y Colombia.

## Biografía
Desde muy joven emigró con su familia a Venezuela y comenzó a estudiar psicología en la universidad. Caballero creció con dos sueños de infancia: quería llegar a ser tanto psicólogo como actor. En la escuela secundaria se interesó más en la psicología y acabó asistiendo a la universidad para iniciar esta carrera.
Con el tiempo, comenzó a perder interés en la carrera, concentrándose más bien en convertirse en ser actor. Caballero comenzó a estudiar actuación en el Instituto de Arte Dramático Juana Sujo de Caracas, Venezuela. Prosiguió con los estudios de actuación en el Instituto Nacional de Teatro, después de lo cual también estudió actuación en los Estados Unidos y Brasil.
En 1971 hizo su debut en el cine, actuando en una producción italo-español-francesa, Il Corsaro Nero (El Pirata Negro). Caballero actuó en más de siete obras de teatro y en 1979 se estrenó en las pantallas cinematográficas de Venezuela con la película El rebaño de los ángeles de Román Chalbaud. En 1982 hizo su debut en las telenovelas producidas por Radio Caracas Televisión, actuando en La señorita Perdomo. Esa telenovela fue la primera de las diecisiete en que ha participado, entre las que destacan Leonela (1983), La intrusa (1986), Mi amada Beatriz (1987), Amores de fin de siglo (1995) y Mi gorda bella (2002) entre otras.
Tal vez lo más importante de sus años de carrera sucedió en 1989, cuando llegó a la fama internacional al protagonizar Amanda Sabater, junto a Maricarmen Regueiro, interpretando a "Iván Moros". Esta telenovela alcanzó altos índices de audiencia en muchos países, incluyendo México, Puerto Rico y entre los hispanos en los Estados Unidos.
El Venerable   unitario de RCTV  de 1990 original de Leonardo Padrón conto con Flavio Caballero, en su actuación de San  José Gregorio Hernández.
Caballero fue despedido al salir del aire Radio Caracas Televisión en 2007 y se fue a trabajar a su país natal, Colombia, donde actuó en El Joe, la leyenda, una telenovela de RCN Televisión, y en El cartel de los sapos. Actualmente se encuentra radicado junto a su familia en Miami, Estados Unidos.

## Telenovelas
- 1982: Kapricho S.A. como Juan Pablo Cuervo
- 1982: La Goajirita como Freddy Boscán.
- 1983: Leonela como Manaure Guerra
- 1986: La intrusa como Alfredo Leal
- 1987: Mi Amada Beatriz como El Consagrado
- 1988-1989: Señora como Anselmo Itriago
- 1989: Amanda Sabater como Iván Moros
- 1991-1992: El desprecio como Raúl Velandró
- 1995: Amores de fin de siglo como Diego Moncada
- 1999: Luisa Fernanda como Ignacio Riera
- 2000-2001: Viva la Pepa como Gonzalo Iturriza
- 2001-2002: La niña de mis ojos como Cristóbal Antoni
- 2002-2003: Mi gorda bella como Juan Ángel Villanueva
- 2004: Estrambótica Anastasia como Aquiles Borofski
- 2006-2007: La viuda de Blanco como Justino "El Vampiro" Briñón
- 2008-2009: El rostro de Analía como Nelson Lares
- 2008: Valeria como Alfredo Galán
- 2011: El Joe, la leyenda como Aníbal Ramón

## Filmografía
- El Corsario Negro (1971)
- El rebaño de los ángeles (1979)
- Domingo de Resurrección (1982)
- El escándalo (1989)
- Aventurera (1989)
- Cien años de perdón (1998)
- Golpe de estado (1998)
- Borrón y cuenta nueva (2000)